# Tony Alva

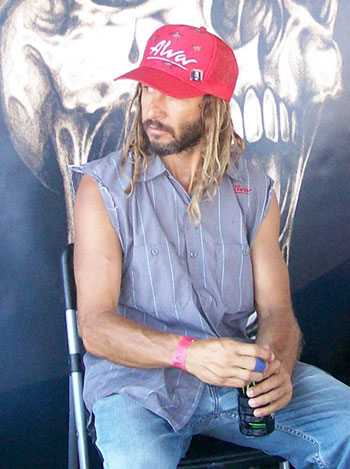
Tony Alva

Tony Alva, född 2 september 1957 i USA, är en amerikansk skateboardåkare
Tony Alva är ett stort namn inom skateboard-världen, då han var en av de personer som inledde freestyle och street-skating. Han var en av de första Z-Boys och en av de mest respekterade åkarna för den tiden. Även Jay Adams och Stacy Peralta gick med i Z-Boys år 1972 och 1977 vann han Men's World Overall Professional Skateboard Championship. Namnet Z-Boys kom från skateboard-butiken som sponsrade dem, Zephyr Skateboards. 
Tony Alva är också en av huvudpersonerna i filmen "Lords of dogtown" som handlar om Z-boys. 
Det sägs även att han var den första som lyckades landa en aerial med skateboard i en simbassäng.
Idag har han ett eget skateboardmärke, Alva Skates.